# NGC 3694
NGC 3694 је елиптична галаксија у сазвежђу Велики медвед која се налази на NGC листи објеката дубоког неба.
Деклинација објекта је + 35° 24' 50" а ректасцензија 11h 28m 54,0s. Привидна величина (магнитуда) објекта NGC 3694 износи 12,7 а фотографска магнитуда 13,7. Налази се на удаљености од 35,4000 милиона парсека од Сунца. NGC 3694 је још познат и под ознакама UGC 6480, MCG 6-25-76, CGCG 185-70, ARAK 296, IRAS 11262+3541, PGC 35352.